# Sphenostylis briartii
Sphenostylis briartii är en ärtväxtart som först beskrevs av De Wild., och fick sitt nu gällande namn av Baker f.. Sphenostylis briartii ingår i släktet Sphenostylis och familjen ärtväxter. Inga underarter finns listade i Catalogue of Life.